# 香坊区
香坊区（こうぼう-く）は、中華人民共和国黒竜江省ハルビン市に位置する市轄区。区人民政府の所在地は公浜路461号。

## 歴史
香坊地区は清末は阿城県の管轄とされた。1898年に東清鉄道が建設されると鉄道工程局の駐在地となり、西香坊は鉄道附属地とされた。中華民国が成立し1921年になると、東清鉄道沿線は東省哈爾浜市政管理局の管轄とされ、1933年7月1日には満洲国により哈爾浜特別市の管轄とされ、1938年7月1日には香坊区が設立された。
1950年2月、中華人民共和国により香坊区は郊区とされ王家店、莫力街、朝陽、平房、新香坊、平新などの25行政村を管轄するようになった。その後は行政調整を受けながら2006年8月15日に動力区と香坊区は合併し現在に至っている。

## 行政区画
下部に20街道、4鎮を管轄：
- 街道弁事処：香坊大街街道、安埠街道、通天街道、新香坊街道、鉄東街道、新成街道、紅旗街道、六順街道、建築街道、哈平路街道、安楽街道、健康路街道、大慶路街道、進郷街道、通郷街道、和平路街道、民生路街道、文政街道、王兆街道、黎明街道
- 鎮：成高子鎮、幸福鎮、朝陽鎮、向陽鎮

## 教育

### 大学
- 東北農業大学（中国語版）
- 東北林業大学
- 黒龍江中医薬大学
- ハルビン理工大学
- ハルビン金融学院（中国語版）
- ハルビン剣橋学院 (哈尔滨剑桥学院)
- ハルビン華德学院 (哈尔滨华德学院)
- ハルビン職業技術学院（中国語版）

## 交通

### 鉄道
- 中国国家鉄路集団
  - 中国鉄路ハルビン局集団公司
  - 哈牡旅客専用線（ハルビン方面）- 新香坊北駅 (新香坊北站) -（牡丹江方面）
  - 浜綏線（ハルビン方面）- 王兆屯駅 - 香坊駅 - 新香坊駅 - 成高子駅 -（牡丹江方面）
  - 拉浜線（ハルビン方面）- 王兆屯駅 - 香坊駅 - 孫家駅 - 黎明駅 -（拉法方面）
- ハルビン地下鉄
  - ■1号線（ハルビン南駅方面）- 鏡泊路駅 - 渤海路駅 -（新疆大街駅方面）
  - ■2号線
  - ■3号線

### 道路
- 高速道路
  -  京哈高速道路
  -  綏満高速道路
  -  ハルビン環状高速道路

- 国道
  -  G102国道
  -  G202国道
  -  G221国道（中国語版）
  -  G301国道

- 県道
  -  027県道
  -  032県道

## 健康・医療・衛生
- 哈尔滨市香坊区人民医院
- 哈尔滨市香坊区婦幼保健所門診部
- 哈尔滨香坊区医院
- 黒龍江中医薬大学附属第一医院